# 1941 en Inde
Chronologie de l'Inde
- 1937
- 1938
- 1939
- 1940
- 1941
- 1942
- 1943
- 1944
- 1945

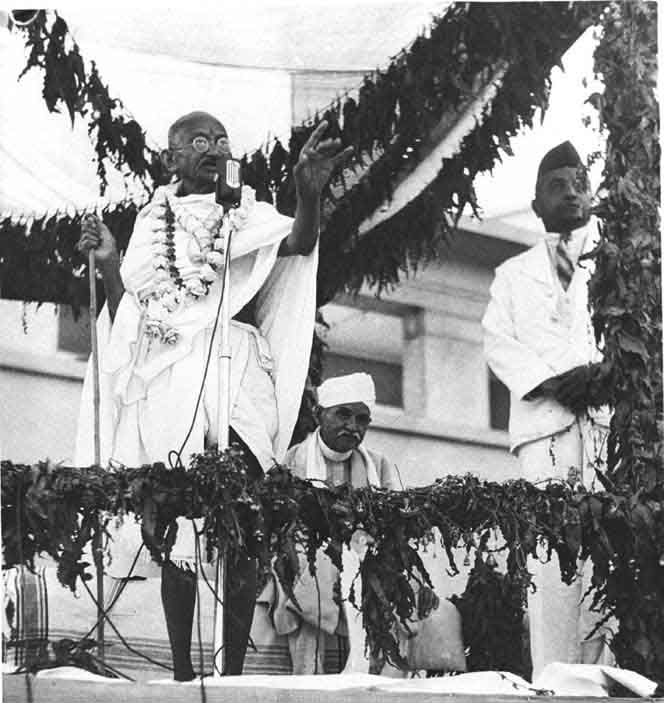
Mahatma Gandhi lors de l'inauguration de l'hôpital Mémorial Kamla Nehru à Prayagraj.

Cette page concerne les évènements survenus en 1941 en Inde  :

## Évènement
- 26 juin : Séisme aux îles Andaman (bilan : 8 000 morts).

## Sortie de film
- Madana Kama Rajan (en)
- Sikandar
- Vana Mohini (en)

## Création
- Hôpital Mémorial Kamla Nehru (en) à Prayagraj.
- Pont Coronation (en) sur la rivière Teesta.

## Naissance
- Udyavara Madhava Acharya (en), écrivain.
- Mani Shankar Aiyar (en), personnalité politique.
- Asrani (en), acteur.
- Bharathiraja (en), réalisateur.
- Amarsinh Chaudhary (en), personnalité politique.
- Nitin Desai (en), économiste.
- Nikhil Kumar (en), gouverneur du Kerala.
- Sushilkumar Shinde (en), ministre.
- Ashalata Wabgaonkar (en), actrice.

## Décès
- Binodini Dasi, actrice.
- Ganganath Jha (en), érudit en philosophie indienne.
- Kavasji Jamshedji Petigara (en), policier.
- Rabindranath Tagore, compositeur, écrivain, dramaturge, peintre et philosophe.